# العاشقة (فلم 1960)
العاشقة هو فيلمٌ مصريٌ أُنتج عام 1960.

## قصة الفيلم
تعيش أشواق (هدى سلطان) مع زوجها خليل (حسين رياض) وابنتها فاطمة (فايزة فؤاد) بسلام إلى أن يأتي شلبي ابن العمدة (حسن حامد)، فيقوم بإغرائها حتى تهرب معه. لكنه يتخلى عنها بعد أن ملّ صحبتها. ثم يقوم خليل بقتله ثأراً لشرفه، ويدخل السجن. أما فاطمة فتتولى عمتها، التي تعمل عند الباشا (عباس فارس)، تربيتها.
مع مرور الأيام، تتوفى العمّة، وتكبر الصغيرة، ويربيها الباشا. يخرج خليل من السجن. يطلب أن يعمل لدى الباشا ليظلّ قريباً من ابنته التي خطبها الدكتور فؤاد (كمال الشناوي).
يعرف خليل أن أشواق صارت مطربةً، وقد غيّرت اسمها، وأنها هي من جاء لإحياء حفل زفاف فاطمة.

## أغاني الفيلم
في الفيلم ثلاث أغان هي:
| الأغنية     | المغني               | الملحن          | المؤلف      |
| ----------- | -------------------- | --------------- | ----------- |
| يا بنتي     | هدى سلطان            | محمد فوزي       | السيد زيادة |
| شربات الفرح | هدى سلطان            | محمد فوزي       | السيد زيادة |
| الاستعراض   | صفاء مجدي حسين ياقوت | أمين عبد الحميد | السيد زيادة |

## وصلات خارجية
- العاشقة على موقع قاعدة بيانات الأفلام العربية
- العاشقة على موقع الدهليز
- العاشقة على موقع كاروهات